# Ministerio de Defensa (Serbia)
El Ministerio de Defensa de la República de Serbia (en serbio: Министарство одбране, romanizado: Ministarstvo odbrane) es el ministerio del Gobierno de Serbia encargado de defender a la República de Serbia de amenazas militares internas y externas. El actual ministro es Miloš Vučević, en el cargo desde el 26 de octubre de 2022.

## Lista de los ministros

### Ministros del Ejército (1862–1918)
Esta es una lista de todos los Ministros del Ejército (y los Ministros del Ejército interinos) del Principado de Serbia y del Reino de Serbia desde la creación del cargo en 1862 hasta la creación de Yugoslavia tras la Primera Guerra Mundial, a finales de 1918. La lista continúa como Lista de Ministros de Defensa de Yugoslavia.

#### Principado de Serbia
| Ministro (nacimiento-muerte) | Ministro (nacimiento-muerte) | Ministro (nacimiento-muerte)                                        | Asumió el cargo         | Dejó el cargo           | Partido político | Monarca         |
| ---------------------------- | ---------------------------- | ------------------------------------------------------------------- | ----------------------- | ----------------------- | ---------------- | --------------- |
| 1                            |                              | Hyppolyte Mondain Иполит Монден (1811-1900)                         | 22 de abril de 1862     | 14 de abril de 1865     | Independiente    | Príncipe Miguel |
| 2                            |                              | Milivoje Petrović Blaznavac Миливоје Петровић Блазнавац (1824–1873) | 14 de abril de 1865     | 3 de julio de 1868      | Independiente    | Príncipe Miguel |
| 3                            |                              | Jovan Belimarković Јован Белимарковић (1827-1906)                   | 3 de julio de 1868      | 22 de agosto de 1872    | Independiente    | Príncipe Milán  |
| 4                            |                              | Milivoje Petrović Blaznavac Миливоје Петровић Блазнавац (1824–1873) | 22 de agosto de 1872    | 5 de abril de 1873      | Independiente    | Príncipe Milán  |
| 5                            |                              | Jovan Belimarković Јован Белимарковић (1827-1906)                   | 5 de abril de 1873      | 14 de abril de 1873     | Independiente    | Príncipe Milán  |
| 6                            |                              | Milojko Lešjanin Милојко Лешјанин (1830–1896)                       | 14 de abril de 1873     | 3 de noviembre de 1873  | Independiente    | Príncipe Milán  |
| 7                            |                              | Kosta Protić Коста Протић (1831–1892)                               | 3 de noviembre de 1873  | 1 de septiembre de 1875 | Independiente    | Príncipe Milán  |
| 8                            |                              | Tihomilj Nikolić Тихомиљ Николић (1832–1886)                        | 1 de septiembre de 1875 | 16 de noviembre de 1876 | Independiente    | Príncipe Milán  |
| 9                            |                              | Sava Grujić Сава Грујић (1840-1913)                                 | 16 de noviembre de 1876 | 13 de octubre de 1878   | Independiente    | Príncipe Milán  |
| 10                           |                              | Jovan Mišković Јован Мишковић (1844-1908)                           | 13 de octubre de 1878   | 2 de noviembre de 1880  | Independiente    | Príncipe Milán  |
| 11                           |                              | Milojko Lešjanin Милојко Лешјанин (1830–1896)                       | 2 de noviembre de 1880  | 24 de febrero de 1882   | Independiente    | Príncipe Milán  |
| 12                           |                              | Tihomilj Nikolić Тихомиљ Николић (1832–1886)                        | 24 de febrero de 1882   | 6 de marzo de 1882      | Independiente    | Príncipe Milán  |

#### Reino de Serbia
| Ministro (nacimiento-muerte) | Ministro (nacimiento-muerte) | Ministro (nacimiento-muerte)                                    | Asumió el cargo         | Dejó el cargo           | Partido político        | Monarca         |
| ---------------------------- | ---------------------------- | --------------------------------------------------------------- | ----------------------- | ----------------------- | ----------------------- | --------------- |
| 1                            |                              | Tihomilj Nikolić Тихомиљ Николић (1832–1886)                    | 6 de marzo de 1882      | 3 de octubre de 1883    | Independiente           | Rey Milán I     |
| 2                            |                              | Jovan Petrović Јован Петровић                                   | 3 de octubre de 1883    | 6 de diciembee de 1885  | Independiente           | Rey Milán I     |
| 3                            |                              | Dragutin Filipović Драгутин Филиповић                           | 6 de diciembre de 1885  | 4 de abril de 1886      | Independiente           | Rey Milán I     |
| 4                            |                              | Đura Horvatović Ђура Хорватовић (1835–1895)                     | 4 de abril de 1886      | 17 de febrero de 1887   | Independiente           | Rey Milán I     |
| 5                            |                              | Petar Topalović Петар Топаловић (1840–1891)                     | 17 de febrero de 1887   | 13 de junio de 1887     | Independiente           | Rey Milán I     |
| 6                            |                              | Antonije Bogićević Антоније Богићевић Interino                  | 13 de junio de 1887     | 17 de julio de 1887     | Independiente           | Rey Milán I     |
| 7                            |                              | Sava Grujić Сава Грујић (1840-1913)                             | 17 de julio de 1887     | 26 de abril de 1888     | Partido Popular Radical | Rey Milán I     |
| 8                            |                              | Kosta Protić Коста Протић (1831–1892)                           | 26 de abril de 1888     | 6 de marzo de 1889      | Independiente           | Rey Milán I     |
| 9                            |                              | Dimitrije Đurić Димитрије Ђурић(1838–1893)                      | 6 de marzo de 1889      | 28 de marzo de 1890     | Independiente           | Rey Alejandro I |
| 10                           |                              | Sava Grujić Сава Грујић (1840-1913)                             | 28 de marzo de 1890     | 23 de febrero de 1891   | Partido Popular Radical | Rey Alejandro I |
| 11                           |                              | Radovan Miletić Радован Милетић                                 | 23 de febrero de 1891   | 19 de mayo de 1891      | Independiente           | Rey Alejandro I |
| 12                           |                              | Jovan Praporčetović Јован Прапорчетовић                         | 19 de mayo de 1891      | 2 de abril de 1892      | Independiente           | Rey Alejandro I |
| 13                           |                              | Dimitrije Đurić Димитрије Ђурић (1838–1893)                     | 2 de abril de 1892      | 21 de agosto de 1892    | Independiente           | Rey Alejandro I |
| 14                           |                              | Antonije Bogićević Антоније Богићевић                           | 21 de agosto de 1892    | 13 de abril de 1893     | Independiente           | Rey Alejandro I |
| 15                           |                              | Dragutin Franasović Драгутин Франасовић (1842-1914)             | 13 de abril de 1893     | 16 de junio de 1893     | Independiente           | Rey Alejandro I |
| 16                           |                              | Sava Grujić Сава Грујић (1840-1913)                             | 16 de junio de 1893     | 25 de enero de 1894     | Partido Popular Radical | Rey Alejandro I |
| 17                           |                              | Milovan Pavlović Милован Павловић (1842-1903)                   | 25 de enero de 1894     | 7 de julio de 1895      | Independiente           | Rey Alejandro I |
| 18                           |                              | Dragutin Franasović Драгутин Франасовић (1842-1914)             | 7 de julio de 1895      | 29 de diciembre de 1896 | Independiente           | Rey Alejandro I |
| 19                           |                              | Jovan Mišković Јован Мишковић (1844-1908)                       | 29 de diciembre de 1896 | 24 de octubre de 1897   | Independiente           | Rey Alejandro I |
| 20                           |                              | Dragomir Vučković Драгомир Вучковић                             | 24 de octubre de 1897   | 22 de diciembre de 1899 | Independiente           | Rey Alejandro I |
| 21                           |                              | Jovan Atanacković Јован Атанацковић (1848-1921)                 | 22 de diciembre de 1899 | 24 de julio de 1900     | Independiente           | Rey Alejandro I |
| 22                           |                              | Miloš Vasić Милош Васић (1859-1935)                             | 24 de julio de 1900     | 11 de mayo de 1901      | Independiente           | Rey Alejandro I |
| 23                           |                              | Božidar Janković Божидар Јанковић (1849-1920)                   | 11 de mayo de 1901      | 16 de agosto de 1901    | Independiente           | Rey Alejandro I |
| 24                           |                              | Čedomilj Miljković Чедомиљ Миљковић                             | 16 de agosto de 1901    | 3 de enero de 1902      | Independiente           | Rey Alejandro I |
| 25                           |                              | Vasilije Antonić Василије Антонић(1860-1929)                    | 3 de enero de 1902      | 20 de octubre de 1902   | Independiente           | Rey Alejandro I |
| 26                           |                              | Milovan Pavlović Милован Павловић (1842-1903)                   | 20 de octubre de 1902   | 11 de junio de 1903     | Independiente           | Rey Alejandro I |
| 27                           |                              | Jovan Atanacković Јован Атанацковић (1848-1921)                 | 11 de junio de 1903     | 15 de agosto de 1903    | Independiente           | Rey Pedro I     |
| 28                           |                              | Leonid Solarević Леонид Соларевић (1854-1929)                   | 15 de agosto de 1903    | 4 de octubre de 1903    | Independiente           | Rey Pedro I     |
| 29                           |                              | Milan Andrejević Милан Андрејевић (1853-1916)                   | 4 de octubre de 1903    | 8 de febrero de 1904    | Independiente           | Rey Pedro I     |
| 30                           |                              | Radomir Putnik Радомир Путник (1847-1917)                       | 8 de febrero de 1904    | 29 de mayo de 1905      | Independiente           | Rey Pedro I     |
| 31                           |                              | Vasilije Antonić Василије Антонић (1860-1929)                   | 29 de mayo de 1905      | 14 de marzo de 1906     | Independiente           | Rey Pedro I     |
| 32                           |                              | Sava Grujić Сава Грујић (1840-1913)                             | 14 de marzo de 1906     | 30 de abril de 1906     | Partido Popular Radical | Rey Pedro I     |
| 33                           |                              | Radomir Putnik Радомир Путник (1847-1917)                       | 30 de abril de 1906     | 12 de abril de 1908     | Independiente           | Rey Pedro I     |
| 34                           |                              | Stepa Stepanović Степа Степановић (1856-1929)                   | 12 de abril de 1908     | 5 de enero de 1909      | Independiente           | Rey Pedro I     |
| 35                           |                              | Mihailo Živković Михаило Живковић (1856-1930)                   | 5 de enero de 1909      | 14 de octubre de 1909   | Independiente           | Rey Pedro I     |
| 36                           |                              | Ljubomir Stojanović Љубомир Стојановић En funciones (1860-1930) | 14 de octubre de 1909   | 24 de octubre de 1909   | Independiente           | Rey Pedro I     |
| 37                           |                              | Milutin Marinović Милутин Мариновић                             | 24 de octubre de 1909   | 17 de marzo de 1910     | Independiente           | Rey Pedro I     |
| 38                           |                              | Ilija Gojković Илија Гојковић (1854-1917)                       | 17 de marzo de 1910     | 9 de marzo de 1911      | Independiente           | Rey Pedro I     |
| 39                           |                              | Stepa Stepanović Степа Степановић (1856-1929)                   | 9 de marzo de 1911      | 4 de junio de 1912      | Independiente           | Rey Pedro I     |
| 40                           |                              | Radomir Putnik Радомир Путник (1847-1917)                       | 4 de junio de 1912      | 2 de octubre de 1912    | Independiente           | Rey Pedro I     |
| 41                           |                              | Radivoje Bojović Радивоје Бојовић (1864-1948)                   | 2 de octubre de 1912    | 16 de enero de 1913     | Independiente           | Rey Pedro I     |
| 42                           |                              | Miloš Božanović Милош Божановић (1863-1922)                     | 16 de enero de 1913     | 17 de enero de 1914     | Independiente           | Rey Pedro I     |
| 43                           |                              | Dušan Stefanović Душан Стефановић (1870-1951)                   | 17 de enero de 1914     | 5 de diciembre de 1914  | Independiente           | Rey Pedro I     |
| 44                           |                              | Nikola Pašić Никола Пашић En funciones (1845-1926)              | 5 de diciembre de 1914  | 27 de diciembre de 1914 | Partido Popular Radical | Rey Pedro I     |
| 45                           |                              | Radivoje Bojović Радивоје Бојовић (1864-1948)                   | 27 de diciembre de 1914 | 19 de diciembre de 1915 | Independiente           | Rey Pedro I     |
| 46                           |                              | Božidar Terzić Божидар Терзић (1867-1939)                       | 19 de diciembre de 1915 | 13 de junio de 1918     | Independiente           | Rey Pedro I     |
| 47                           |                              | Stojan Protić Стојан Протић En funciones (1857-1923)            | 13 de junio de 1918     | 7 de julio de 1918      | Partido Popular Radical | Rey Pedro I     |
| 48                           |                              | Mihailo Rašić Михаило Рашић (1858-1932)                         | 7 de julio de 1918      | 1 de diciembre de 1918  | Independiente           | Rey Pedro I     |

### Ministros de Defensa (1991–1993; 2006–presente)
Esta lista incluye a los Ministros de Defensa de 1991 a 1993, y tras la disolución de la Unión Estatal de Serbia y Montenegro en 2006. Para los ministros anteriores, véase Ministerio de Defensa (Yugoslavia).

#### Serbia semiindependiente
| No.                                           | Retrato | Ministro                          | Asumió el cargo         | Dejó la oficina         | tiempo en la oficina | Partido político | Gabinete         |
| --------------------------------------------- | ------- | --------------------------------- | ----------------------- | ----------------------- | -------------------- | ---------------- | ---------------- |
| 1                                             |         | Miodrag Jokić (nacido en 1935)    | 11 de febrero de 1991   | 31 de julio de 1991     | 170 días             | Independiente    | zelenovic        |
| 2                                             |         | Tomislav Simović (nacido en 1933) | 31 de julio de 1991     | 23 de diciembre de 1991 | 145 días             | Independiente    | zelenovic        |
| 3                                             |         | Marko Negovanovic (1935-2023)     | 23 de diciembre de 1991 | 6 de noviembre de 1993  | 1 año, 318 días      | Independiente    | Božović Šainović |
| Parte del Ministerio de Defensa de Yugoslavia |         |                                   |                         |                         |                      |                  |                  |

#### República de Serbia
| No. | Retrato | Ministro                                    | Asumió el cargo         | Dejó la oficina         | Tiempo en el cargo | Partido       | Gabinete               |
| --- | ------- | ------------------------------------------- | ----------------------- | ----------------------- | ------------------ | ------------- | ---------------------- |
| 4   |         | Zoran Stanković (1954-2021)                 | 4 de junio de 2006      | 15 de mayo de 2007      | 345 días           | Independiente | Koštunica I            |
| 5   |         | Dragan Šutanovac (nacido en 1968)           | 15 de mayo de 2007      | 27 de julio de 2012     | 5 años, 73 días    | DS            | Koštunica II Cvetković |
| 6   |         | Aleksandar Vučić (nacido en 1970)           | 27 de julio de 2012     | 2 de septiembre de 2013 | 1 año, 37 días     | SNS           | Dacic                  |
| 7   |         | Nebojša Rodić (nacido en 1953)              | 2 de septiembre de 2013 | 27 de abril de 2014     | 237 días           | SNS           | Dacic                  |
| 8   |         | Bratislav Gašić (nacido en 1967)            | 27 de abril de 2014     | 5 de febrero de 2016    | 1 año, 284 días    | SNS           | Vucić I                |
| –   |         | Dušan Vujović (nacido en 1960) En funciones | 5 de febrero de 2016    | 2 de marzo de 2016      | 26 días            | Independiente | Vucić I                |
| 9   |         | Zoran Đorđević (nacido en 1970)             | 2 de marzo de 2016      | 29 de junio de 2017     | 1 año, 119 días    | SNS           | Vucić I – II           |
| 10  |         | Aleksandar Vulin (nacido en 1972)           | 29 de junio de 2017     | 28 de octubre de 2020   | 3 años, 121 días   | PD            | Brnabić                |
| 11  |         | Nebojša Stefanović (nacido en 1976)         | 28 de octubre de 2020   | 26 de octubre de 2022   | 1 año, 363 días    | SNS           | Brnabic II             |
| 12  |         | Miloš Vučević (nacido en 1974)              | 26 de octubre de 2022   | Titular                 | 1 año, 66 días     | SNS           | Brnabic III            |